# Chūō Shinkansen

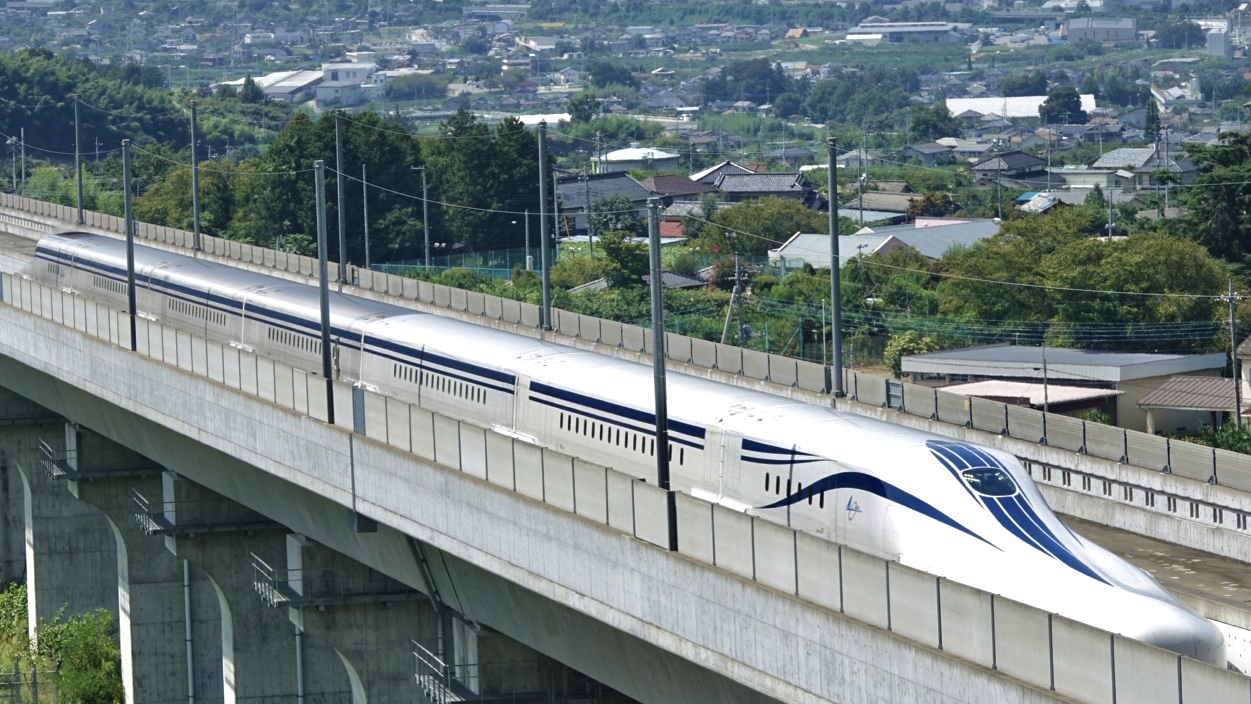
Treno maglev sul tracciato di prova di Yamanashi

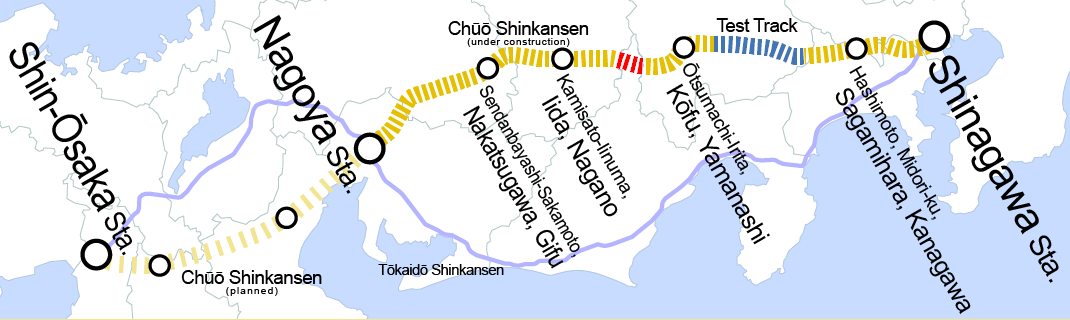
Il percorso del Chūō Shinkansen

Il Chūō Shinkansen (中央新幹線?) è una linea ferroviaria pianificata in Giappone che si avvarrà della tecnologia della levitazione magnetica. La linea collegherà Tokyo, Nagoya e Osaka passando per il tratto sperimentale già realizzato nella prefettura di Yamanashi. Al momento è in costruzione un'estensione di 18,4 km ai precedenti 42,8 km del tracciato di prova.

## Caratteristiche
Inizialmente la ferrovia dovrà collegare Tokyo e Nagoya in 40 minuti, e infine Tokyo e Osaka in circa 1 ora, correndo alla velocità massima di 505 km/h. Il Chūō Shinkansen rappresenta il culmine dello sviluppo del maglev giapponese iniziato negli anni settanta con un progetto finanziato dal governo e dalla Japan Airlines. Ora il progetto è in mano a JR Central che si occupa dell'infrastruttura e della ricerca. I treni già utilizzati per i vari esperimenti sono già piuttosto conosciuti in Giappone e nel 2015 è stato mostrato al pubblico il primo Shinkansen Serie L0.
Il permesso governativo di procedere con la costruzione è stato dato il 27 maggio 2011. La realizzazione della linea, che si prevede costerà circa 9.000 miliardi di yen, vedrà il suo inizio nel 2014. JR Central spera di avviare il servizio commerciale fra Tokyo e Nagoya nel 2027, e quindi di estenderlo fino a Osaka nel 2037.